# Ле-Биньон
 Ле-Биньон  (фр. Le Bignon) — коммуна на западе Франции, находится в регионе Пеи-де-ла-Луар, департамент Атлантическая Луара, округ Нант, кантон Сен-Фильбер-де-Гран-Льё. Расположена в 14 км к югу от Нанта. Через территорию коммуны проходит автомагистраль A83.
Население (2017) — 3 770 человек.

## Достопримечательности
- Бывшее аббатство Вильнёв, частично разрушенное и восстановленное в 1977 году; сейчас в нем располагается элитный отель
- Церковь Святого Мартина

## Экономика
Структура занятости населения:
- сельское хозяйство — 1,9 %
- промышленность — 29,2 %
- строительство — 15,7 %
- торговля, транспорт и сфера услуг — 45,0 %
- государственные и муниципальные службы — 8,2 %

Уровень безработицы (2017 год) — 6,8 % (Франция в целом — 13,4 %, департамент Атлантическая Луара — 11,6 %). 

Среднегодовой доход на 1 человека, евро (2017 год) — 22 750 (Франция в целом — 21 110, департамент Атлантическая Луара — 21 910).

## Демография
Динамика численности населения, чел.

## Администрация
Пост мэра Ле-Биньона с 2014 года занимает Серж Эгрон (Serge Hégron). На муниципальных выборах 2020 года он был единственным кандидатом на пост мэра.
| Период | Период | Фамилия     | Партия                    | Примечания |
| ------ | ------ | ----------- | ------------------------- | ---------- |
| 1977   | 1995   | Поль Марнье |                           |            |
| 1995   | 2014   | Мартен Леже | Союз за народное движение |            |
| 2014   |        | Серж Эгрон  | Разные правые             | инструктор |